# Шияк
Шияк (алб. Shijak, босн. Šijak) — невелике місто у центральній Албанії в окрузі Дуррес. Населення — 7568 (2011).

## Географія
Місто розташоване за 11 км від міста Дуррес та за 38 км від Тирани.

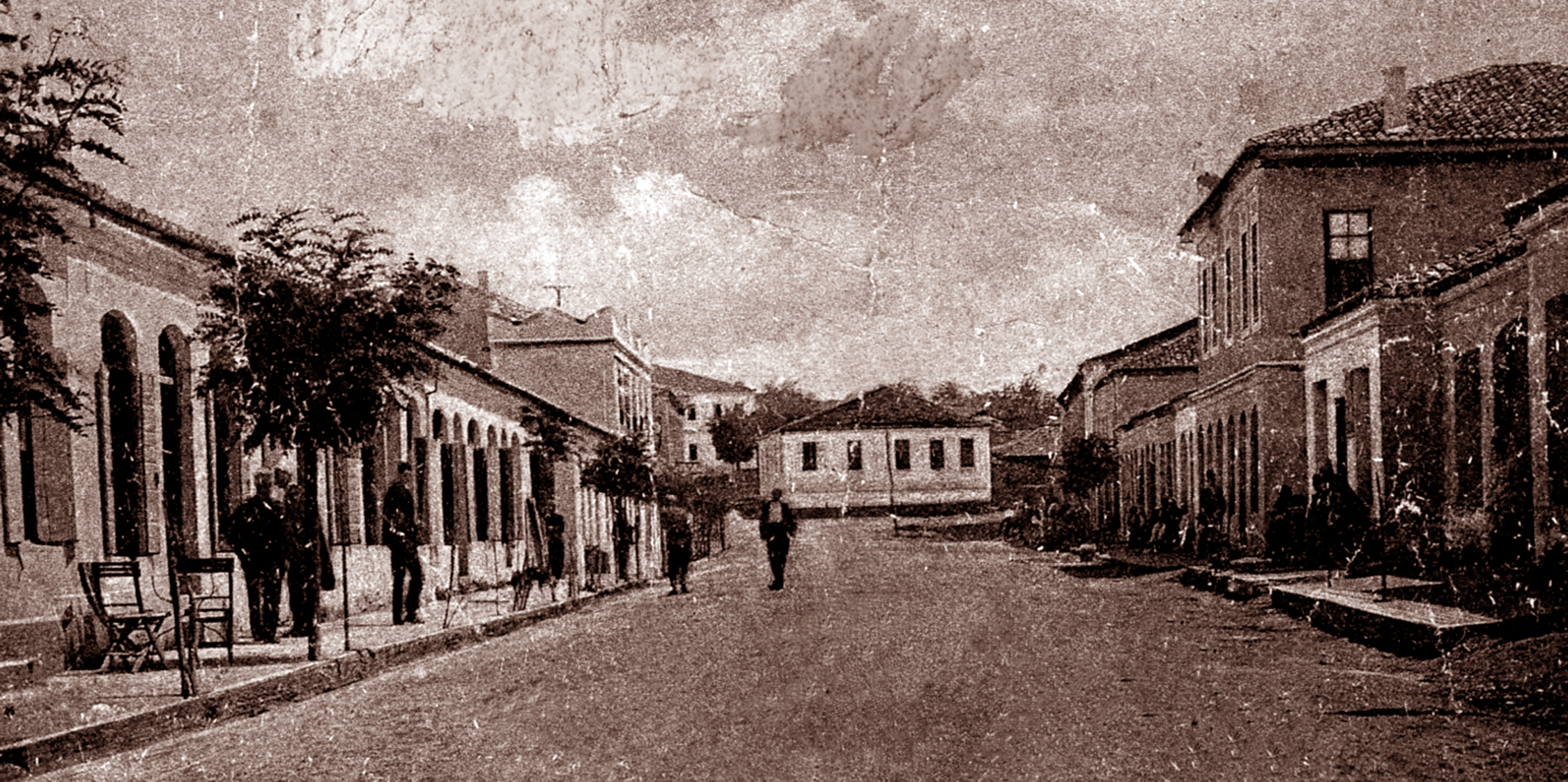
Шияк у 1927

## Історія
Шияк має давню історію, що починається після заснування Дурреса у 637 р. до н.е. Шияк розвивався як територія племені Таулант, хоча під іншим ім'ям, з центром племені у Дурресі. Пізніше Шияк отримав назву Shen Jak, що перекладається на «Святий Яків». Пізніше Шияк буде відомий як Shenjak, Shejak, Shinjak, то Shijak. Поселення постраждало під час османського вторгнення, у тому числі були зруйновані деякі місцевій церкви.
У 1880 році Салі Бей Деліалісі заснував Шияк як село. Населення Шияка збільшилось, коли боснійські поселенці (з Боснії та Герцеговини) емігрували до двох сусідніх сіл, які пізніше стали відомі як Koxhas і Borake. Шияк пізніше перетворився на місто, через природне зростання і через те, що бл. 1908 року деякі жителі з Тирани, Круї і Шенджеджі мігрували до Шияка і побудували будинки і магазини. Шияк став офіційним містом з французьким процесом реконструкції у 1930 році.
У комуністичній Албанії місто у значній мірі займалось сільським господарством. Шияк був відомий, насамперед, виноробством. У 90-ті роки багато молоді виїхало з міста до Західної Європи. У той же час, багато сільських мігрантів прибули з гірських районів Албанії до регіону. Містечко має вигідне місце розташування між мегаполісами Тирана і Дуррес. У ньому знаходяться фабрики і численні дрібні виробничі компанії.

## Спорт
Місцевий футбольний клуб «Ерзені» виступає у найвищому дивізіоні Албанії.